# 佐世保市警察
佐世保市警察（させぼしけいさつ）は、かつて存在した長崎県佐世保市の自治体警察。

## 概要
従来の長崎県警察部が解体され、1948年（昭和23年）3月7日に佐世保市警察署が設置された。
1954年（昭和29年）に新警察法が公布された。これにより国家地方警察と自治体警察が廃止され、新たに都道府県警察として長崎県警察本部が発足。佐世保市警察も長崎県警察に統合され、姿を消した。

## 警察署
- 佐世保市警察署

市警察発足時に佐世保・相浦・早岐の3警察署を統合し、相浦と早岐には警部派出所を設置した。1950年4月には機構改革を行い、警部派出所を地区警ら隊に改めた。